# 源伯民
源 伯民（げん はくみん、正徳2年（1712年） – 寛政5年（1793年）5月）は、江戸時代中期の篆刻家。今体派篆刻の一派である長崎派の代表的印人である。
本姓は清水、名は逸、字を伯民といい、頑翁と号し、堂号は養和堂といった。清水伯民もしくは清水頑翁でも知られる。長崎の人。

## 略伝
詩に巧みで片山北海の『日本詩選』にその詩が選出されている。また書画もよくし、来舶清人の伊孚九門下となり、篆刻も丁書厳・徐兆行に直接教えを受けている。また董三橋にも刀法を授かったという。明末に編集された『酣古集』に掲載されている大印を摹刻し、古印屏風と称され評価が高まった。のちに京都の古体派の人からも尊敬を集めている。
篆刻の門弟に石崎融思がいる。大城石農は伯民に私淑して篆刻を独学した。

## 印譜
- 『養和堂印譜』宝暦6年（1756年）
- 『雕蟲館印譜』序文：大潮元皓・高君秉　宝暦6年（1756年）